# Grandes Rousses
Grandes Rousses - Grandes Rousses em francês - é um maciço que faz parte dos Alpes Ocidentais na sua secção dos Alpes do Dauphiné e se encontra nos departamento francês da Saboia, e da  Isère. O ponto mais alto é o Pic Bayle com 3.465 m.
Composta por rocha metamórfica tem a sul o Maciço des Écrins, e Cordilheira de Belledonne a Oeste. 

## Imagem

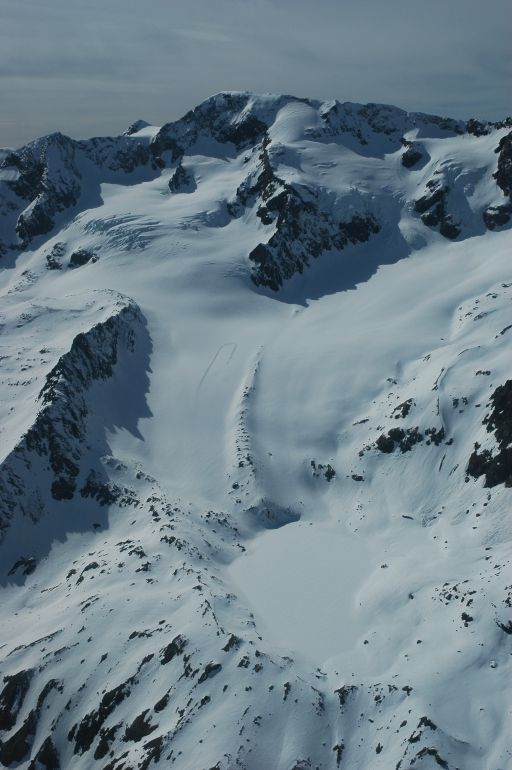
O Pic Bayle